# Burundis riksvapen
Burundis riksvapen innehåller ett lejonhuvud, en kvarleva från kolonialtiden. Valspråket är "Enighet, arbete, framsteg". De tre spjuten har samma innebörd.